# Foto Odlot

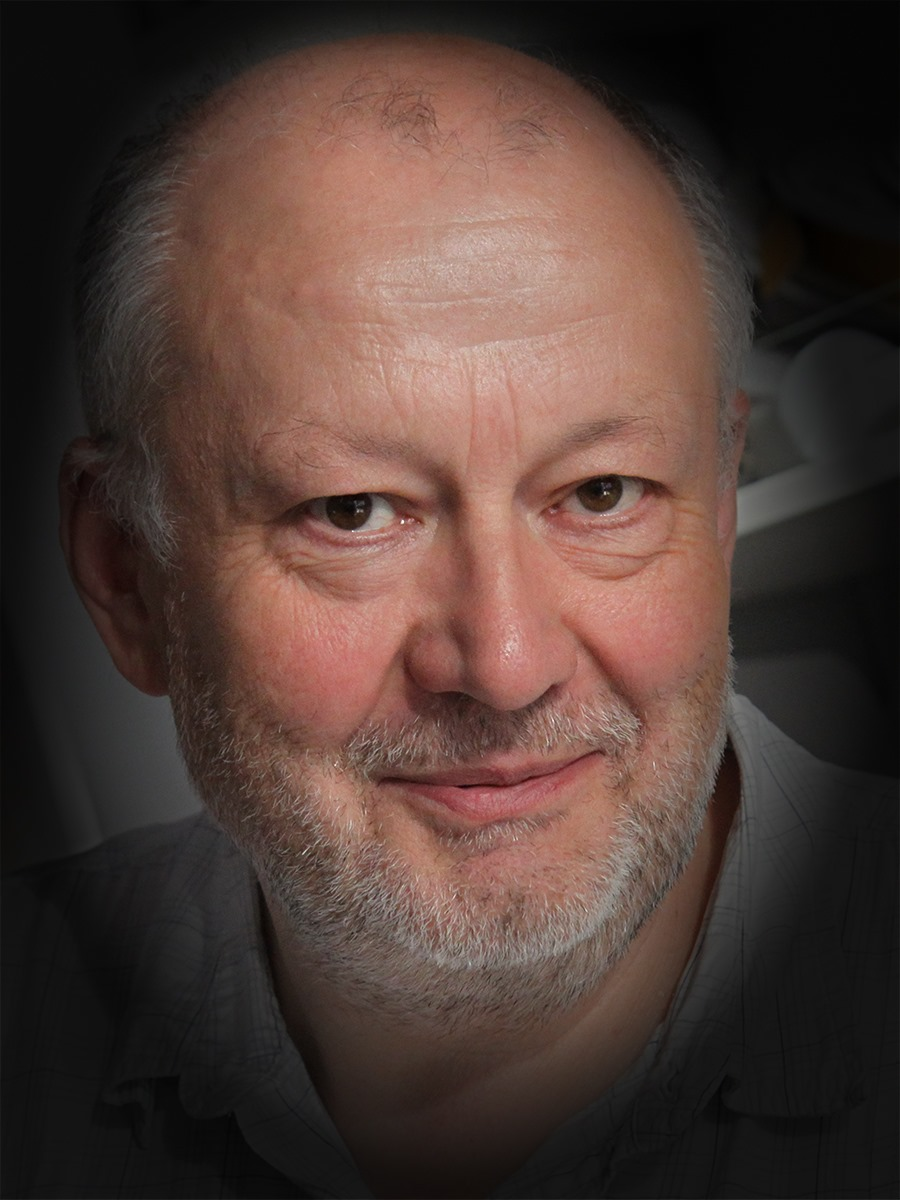
Cezary Dubiel (jury XIX edycji)

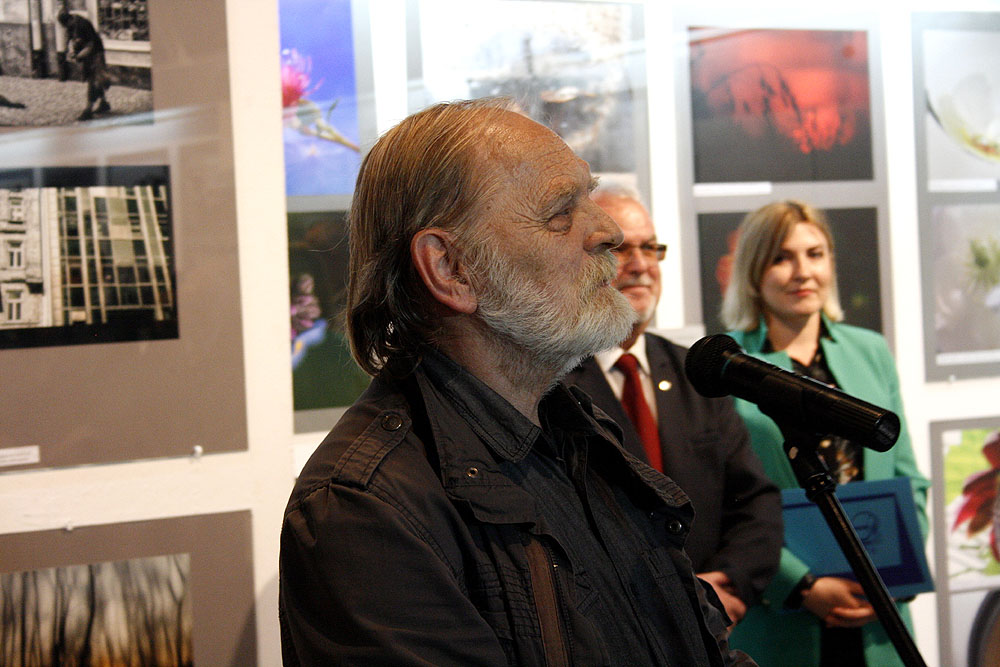
Janusz Wojewoda (jury XIX edycji)

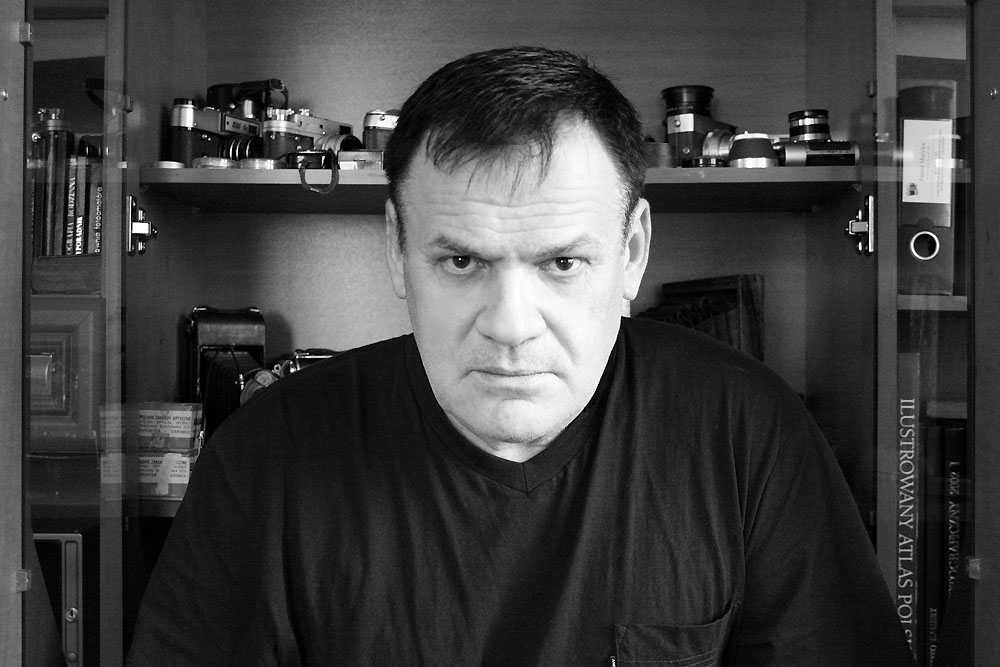
Paweł Matyka (jury XX edycji)

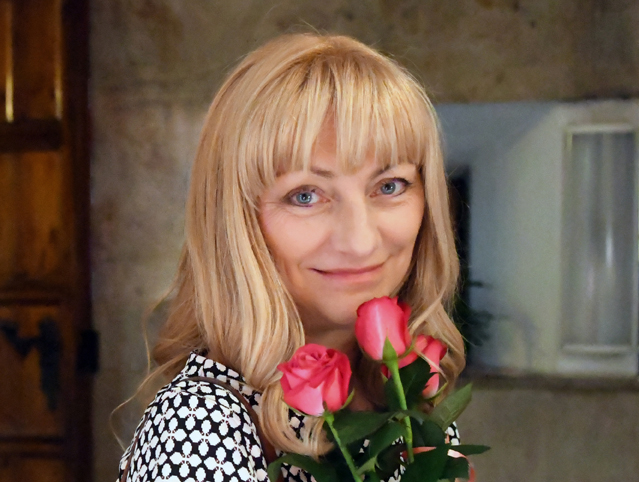
Dorota Kycia (jury XXI edycji)

Foto Odlot – Międzynarodowy Niekonwencjonalny Konkurs Fotograficzny organizowany pod patronatem Międzynarodowej Federacji Sztuki Fotograficznej FIAP, Fotoklubu Rzeczypospolitej Polskiej oraz Marszałka Województwa Podkarpackiego. Organizatorem konkursu jest Wojewódzki Dom Kultury w Rzeszowie.

## Charakterystyka
Jest to jeden z najważniejszych konkursów fotograficznych w Polsce. Potwierdzeniem wysokiego poziomu przedsięwzięcia jest przyznanie mu brązowego medalu organizacji FIAP.
W latach 1992–1998 konkurs miał charakter ogólnopolski, od 1998 roku konkurs ma charakter międzynarodowy i jest objęty patronatem Międzynarodowej Federacji Sztuki Fotograficznej FIAP. W ostatniej XX edycji konkursu Foto Odlot (2023) uczestniczyli fotografowie z 16 krajów świata. Cechą charakterystyczną konkursu jest dowolna, niekonwencjonalna interpretacja słowa „odlot”. Prace są eksponowane na wystawie pokonkursowej w galerii WDK w Rzeszowie, a następnie w innych miastach na terenie Polski (m.in. Warszawa, Radom). Pomysłodawcą, komisarzem i kuratorem konkursu jest Adam Kus, kierownik Działu Technik Audiowizualnych i Cyfrowych w WDK w Rzeszowie. 
W aktualnej XXI edycji konkursu (2025) w pracach jury uczestniczą: Małgorzata Dołowska (AFRP) – prezes Zarządu Fotoklubu Rzeczypospolitej Polskiej Stowarzyszenia Twórców, Dorota Kycia (AFRP, EFIAP, EsFIAP) – oficer łącznikowy FIAP, Krzysztof Stós (EFIAP) – prezes Zarządu Wojnickiego Towarzystwa Fotograficznego Fotum.